# جوشوا ماري ويلكينسون
جوشوا ماري ويلكينسون (بالإنجليزية: Joshua Marie Wilkinson)‏ هو شاعر أمريكي، ولد في 2 ديسمبر 1977.